# アーデントコンピュータ
アーデントコンピュータ (Ardent Computer Corporation) は、MIPSベースのコンピュータグラフィックス用ミニコンピュータを製造した会社。同社は度々買収や組織再編を繰り返し、社名も度々変更された。コンピュータシステムの販売が振るわなくなると、（DECなど）他社のワークステーション向けのグラフィックサブシステムを製造販売するなどしたが、1995年2月にハードウェアの製造販売から完全に撤退した。

## 歴史
1985年、シリコンバレーで創業した当時、社名はDana Computerであった。チーフアーキテクターにゴードン・ベルを迎えグラフィックスおよび並列コンピューティングに特化した4プロセッサのデスクトップ型スーパーコンピュータを開発することを目的として設立された。当初、MIPS R2000 CPU を採用し（後にR3000を使用）、これに独自のベクタープロセッサを接続していた。このベクタープロセッサは8,192個の64ビットレジスタを内蔵し、これを8192×1ワードとしても32×256ワードとしても使用可能であった。ちなみに最近のSIMDシステムでも、8～16×128ビット程度が一般的である。
Danaという名称をディスクドライブ製造業者が使用していることが判明したため、社名はアーデントに変更された。彼らの計画では、Titanシステムは市場で最高性能となる必要があった。1987年7月にはベータテストが可能な状態となることが要求され、販売価格は約5万ドルと設定された。1986年末、彼らの見積もりは非現実的であることがわかってきた。マシンは未だに完成せず、さらなる開発が必要だったのである。この段階で様々な分野で新規事業を探していた日本の機械メーカークボタが資金提供することとなった。クボタはTitanの完成までの資金を提供するだけでなく、生産施設を新たに山梨県に建設し提供した。1988年2月、ついにマシンは完成したが性能でトップの地位を維持することは難しく、価格も8万ドルとなってしまった。
ほぼ同時期にアポロコンピュータの元従業員らがボストンでStellar社を設立していた。同社は強力なワークステーションを開発しようとしており、アーデントの低価格機にとって脅威となりうる存在であった。アーデントはこれに対抗するため Baby Titan のコードネームで呼ばれたデスクトップ機 Stiletto の開発を開始した（CPUは2個のR3000で、グラフィックス処理用に4個のi860を搭載）。
1989年、クボタは両社の合併を強行し、スターデントコンピュータ (Stardent Computers) とした。結果として Stellar側のグループはほとんど残留したが、アーデント側からは退職者が多く出たのである。クボタはオリジナルのTitan開発グループをスピンオフさせてCometという企業を設立しようとしたが、誰もついてこなかった。
1990年、Stilletoがほぼ完成したが、東海岸の経営陣は西海岸のオフィスを閉鎖することを決定した。クボタはそれまでのやり方の間違いに気づき、スターデントに Stilleto の開発を継続させようとして失敗し、結果としてクボタ・パシフィック・コンピュータ (KPC) を設立することとなった。しかし、スターデントは Titan と Stilleto の権利を保有しているため、クボタは一から新たなマシンを開発しなければならなくなったのである。もっとも、1991年にスターデントが倒産し、全ての権利はクボタが引き継ぐことになった。
当時、SGI（元々はサン・マイクロシステムズのワークステーション用グラフィックボードを販売していた）がグラフィックス市場で大きな勢力となりつつあった。KPCはコンピュータ・ハードウェアの独自設計を停止し、ベースシステムをディジタル・イクイップメント・コーポレーション (DEC) Alpha搭載機のOEMとし、Turbo Channel経由で接続されるグラフィックサブシステム Denali の開発に注力、Titan2としての販売を開始した。また、KPCはDECから供給されるコンパイラとは別に、Titanシリーズとの互換性を保ち、並列・ベクトル化技術を活かしたAlphaチップ対応のAdvanced FORTRAN＆Cコンパイラの開発を目指したが人的リソースのマネージメント（当時、並列コンパイラではトップクラスの人材が何名も在籍していた）、コスト面から計画は放棄された。
Denaliは世界で初めて100万ポリゴン／秒の性能を発揮する素晴らしい製品ではあったが、Titan2を含めたその売り上げは会社を存続させるに足るだけのものではなかった。1994年、クボタは新規ハードウェアの設計・製造からの完全撤退を決め、KPCを解散。当時、KPC内部で進められていたPCIバス対応のグラフィックス・アクセラレータ開発は後に、Accel Graphics Inc.の製品としてリリースされることになる。
また、日本国内の販売子会社であったクボタコンピュータ (KCI) は販売したハードウェア関連の保守サポート専業会社と、好調であった3次元グラフィックス・ソフトウェアの販売を行うケイ・ジー・ティー (Kubota Graphics Technology) とに分離分割された。
2005年、クボタのグループ事業再編の一環として、ケイ・ジー・ティーはデジタルエンジニアリング事業をクボタシステムに譲渡し、その上でクボタはケイ・ジー・ティーの全株式をサイバネットシステム株式会社に売却した。2010年、サイバネットシステムに吸収合併されている。
なお、Stellar 社は、自社のワークステーションの強力な演算・グラフィックス性能を活かして計算結果を簡単にグラフィック表示させるためのソフトウェアツールとして、AVS (Application Visualization System) を開発したが、2009年6月現在、米 Advanced Visual Systems 社が開発を続けており、日本ではケイ・ジー・ティーが販売・サポートを行っていた。